# Mario Kart: Double Dash!!
Mario Kart: Double Dash!! är ett racingspel som släpptes till Nintendo Gamecube 2003. Det är det fjärde spelet i Mario Kart-serien.

## Gameplay
I spelet sitter två figurer i varje kart (bil), varav en sköter tacklingarna och föremålen, samt en som kör fordonet. Spelet består av sexton olika banor, av vilka fyra är upplåsbara, uppdelade i fyra turneringar. Det finns, förutom vanligt flerspelarspel, möjlighet att spela spelet via lokalt nätverk.
Totalt finns tjugo olika spelbara figurer, varav fyra är hemliga och måste låsas upp innan de blir spelbara. Dessa är Toad, Toadette, King Boo och Petey Piranha. Två figurer hör ihop och delar därför specialföremål; Mario och Luigi skjuter Fire Balls (eldbollar), Baby Mario och Baby Luigi släpper lös Chain Chomp, Wario och Waluigi kastar iväg Bob-ombs (bomber), Peach och Daisy får hearts (hjärtan som plockar upp föremål), Yoshi och Birdo rullar ut Yoshi Eggs respektive Birdo Eggs (stora ägg), Donkey Kong och Diddy Kong får Giant Banana (gigantiska bananskal), Bowser och Bowser Jr. får gigantiska Bowser's Shell, Toad och Toadette får Golden Mushrooms och Boo och Petey Piranha kan få samtliga specialföremål.
Kartarna är uppdelade i tre olika tyngder och storlekar. Med tanke på att figurerna är av olika storlekar kan inte alla använda samma kart. Baby Mario och Bowser Jr. är exempelvis av den lättaste vikten, Mario och Yoshi mellanvikten, och Wario och Donkey Kong den tyngsta vikten. Kombinationen Baby Mario och Bowser Jr. kan alltså inte använda en mellanstor eller stor kart. Dock kan exempelvis Baby Mario och Mario använda en mellanstor och Baby Mario och Donkey Kong en stor, och så vidare.

## Spelbara figurer
| Namn           | Specialföremål                          | Vikt  |
| -------------- | --------------------------------------- | ----- |
| Mario          | Fireballs                               | Medel |
| Luigi          | Fireballs                               | Medel |
| Peach          | Hearts                                  | Medel |
| Daisy          | Hearts                                  | Medel |
| Yoshi          | Yoshi Egg / Birdo Egg                   | Medel |
| Birdo          | Yoshi Egg / Birdo Egg                   | Medel |
| Baby Mario     | Chain Chomp                             | Lätt  |
| Baby Luigi     | Chain Chomp                             | Lätt  |
| Koopa Troopa   | Triple Green Shells / Triple Red Shells | Lätt  |
| Paratroopa     | Triple Green Shells / Triple Red Shells | Lätt  |
| Donkey Kong    | Giant Banana                            | Tung  |
| Diddy Kong     | Giant Banana                            | Lätt  |
| Bowser         | Bowser's Shell                          | Tung  |
| Bowser Jr.     | Bowser's Shell                          | Lätt  |
| Wario          | Bob-omb                                 | Tung  |
| Waluigi        | Bob-omb                                 | Medel |
| Toad*          | Golden Mushroom                         | Lätt  |
| Toadette*      | Golden Mushroom                         | Lätt  |
| Petey Piranha* | Kan få alla specialföremål              | Tung  |
| King Boo*      | Kan få alla specialföremål              | Tung  |

* upplåsbar.

## Föremål
Alla föremål fås genom att köra in i en Item Box, föremålslåda.

### Vanliga föremål
| Föremål          | Förklaring |
| ---------------- | --- |
| Green Shell      | Gröna skal som skickas rakt fram eller bakåt. Om en kart blir träffad välter den. Skalen krossas inte när de träffar en vägg, utan studsar vidare.                                                                    |
| Red Shell        | Röda målsökande skal. Om en kart blir träffad välter den. Skalen krossas så fort de funnit sitt mål i en spelare eller ett föremål på banan.                                                                          |
| Spiny Shell      | Målsökande blått skal med vingar och taggar som träffar ledaren i loppet. Skalet sprängs och karten flyger uppåt när den träffas, och även andra bilar i närheten kan fastna i explosionen.                           |
| Mushroom         | Svampar som ger karten en liten extra fartökning. Kan användas för att gena över gräs och andra ställen som normalt sänker farten.                                                                                    |
| Triple Mushrooms | Tre svampar; se Mushroom. |
| Banana           | Bananskal som placeras ut på banan. Om en kart kör på ett spinner den runt ett varv. |
| Triple Banana    | Tre bananskal; se Banana. |
| Star             | En stjärna som gör karten oövervinnerlig för en stund; föremål som träffar en kart med stjärnan studsar av. Farten höjs och en kart med stjärnan kan köra på andra karts för att knuffa dem och stjäla deras föremål. |
| Thunderbolt      | Blixt som träffar och krymper alla motståndare. Kartarna blir då även långsammare. |
| Fake Item Box    | Falska föremålslådor som placeras ut. Dessa är röda, till skillnad från de riktiga som har en blandning av olika färger. Om en kart kör på en, välter den.                                                            |

### Specialföremål
| Föremål                                 | Figurer                     | Förklaring |
| --------------------------------------- | --------------------------- | --- |
| Fireballs                               | Mario och Luigi             | Fem eldbollar som kastas iväg. Marios är röda, medan Luigis är gröna. Om en kart träffas, spinner den runt.                                    |
| Heart                                   | Peach och Daisy             | Hjärtan som gör att föremålen som träffar dem eller de kör på plockas upp, så att de kan kasta dem. Kan användas två gånger.                   |
| Yoshi Egg/Birdo Egg                     | Yoshi och Birdo             | Stora ägg som rullas ut. När de träffar något/någon spricker de och tre nya föremål kommer ut.                                                 |
| Chain Chomp                             | Baby Mario och Baby Luigi   | Ett stort skällande metallklot som drar karten och välter alla andra kartar som han kör på.                                                    |
| Triple Green Shells / Triple Red Shells | Koopa Troopa och Paratroopa | Tre skal. Se Green Shell och Red Shell. |
| Giant Banana                            | Donkey Kong och Diddy Kong  | Ett gigantiskt bananskal som placeras ut. Om en kart kör på det, spinner den två varv istället för ett. Skalet delas då upp i tre mindre skal. |
| Bowser's Shell                          | Bowser och Bowser Jr.       | Ett gigantiskt skal som liknar Bowsers. Fungerar som en Green Shell, fast fortsätter trots att det kör över en kart.                           |
| Bob-omb                                 | Wario och Waluigi           | Bomb som kastas och sprängs inom någon sekund. Om en kart träffas blir det ungefär samma reaktion som med en Spiky Shell.                      |
| Golden Mushroom                         | Toad och Toadette           | Guldfärgad Mushroom som kan användas obestämt antal gånger under en viss tid.                                                                  |

- Petey Piranha och King Boo kan få alla specialföremål förutom Luigis gröna fireballs och Birdos Birdo Egg.